# Rijksadvocaat
De rijksadvocaat is in Nederland een advocaat die tevens als buitengewoon ambtenaar van de Belastingdienst is aangesteld en die de Staat der Nederlanden vertegenwoordigt in rechtszaken voor de burgerrechter die de ontvangst van de rijksbelastingen betreffen. De rijksadvocaat is niet dezelfde als de landsadvocaat: die laatste vertegenwoordigt de Staat in alle andere rechtszaken (inclusief zaken voor de belastingrechter).
De huidige rijksadvocaat in 2021, de heer E.E. Schipper en de advocaten die als plaatsvervangend rijksadvocaat fungeren, zijn werkzaam bij het advocatenkantoor Van Doorne N.V.

## Lijst van rijksadvocaten
- 1829 - 1868: Jacob van Lennep
- 2004 - 2016: Hermine ten Haaft, Van Doorne[1]
- 2016 - heden: Elzard Schipper, Van Doorne[2]